# ヒーロー列伝
ヒーロー列伝（ヒーローれつでん）とは、日本中央競馬会 (JRA) が1981年から制作している競走馬のポスターである。2025年4月現在、98種類が作成されている。
ポスターにはキャッチコピーと馬のプロフィールのほか、作品によっては関係者や作家、俳優らによる寄稿文が付される。該当馬が現役のうちに作られることも多く、この場合、その後に大レースを勝ったとしてもそれを反映した改訂版などが作られることはない。
非売品であるが、競馬に関するメディアやイベントでプレゼントとして配布されることがある。古くは日本中央競馬会が発行する雑誌『優駿』1984年2月号にて6種類のポスターが各10名にプレゼントされているが、このときには5000件近くの応募があったという。

## 一覧
| No. | 馬名               | キャッチコピー                                                               | 製作時点での成績                               |
| --- | ------------------ | ---------------------------------------------------------------------------- | ---------------------------------------------- |
| 1   | ハイセイコー       | （僕のあいつも、いつの日かヒーロー。）                                       | 22戦13勝（地方含む・引退後）                   |
| 2   | タケホープ         | （僕のあいつも、いつの日かヒーロー。）                                       | 19戦7勝（引退後）                              |
| 3   | タイテエム         | （僕のあいつも、いつの日かヒーロー。）                                       | 16戦8勝（引退後）                              |
| 4   | カツラノハイセイコ | （ヒーロー誕生の条件は、僕らの声援だ。）                                     | 23戦8勝（引退後）                              |
| 5   | ホウヨウボーイ     | （ヒーロー誕生の条件は、僕らの声援だ。）                                     | 19戦11勝（引退後）                             |
| 6   | マルゼンスキー     | （ヒーロー誕生の条件は、僕らの声援だ。）                                     | 8戦8勝（引退後）                               |
| 7   | テンポイント       | 流星の貴公子                                                                 | 18戦11勝（引退後）                             |
| 8   | キタノカチドキ     | （ヒーロー誕生の条件は、僕らの声援だ。）                                     | 15戦11勝（引退後）                             |
| 9   | モンテプリンス     | 太陽の帝王。                                                                 | 24戦7勝（引退後）                              |
| 10  | シンザン           | 最強の戦士。                                                                 | 19戦15勝（引退後）                             |
| 11  | アンバーシャダイ   | めざせ、世界のNo.1                                                           |                                                |
| 12  | ヒカリデユール     | 栄光の数よりも、栄光への道のりが、人生を語る。 君は、ヒカリデユール。        | 45戦10勝(引退後)                               |
| 13  | トウショウボーイ   | 天馬、空をゆく。                                                             | 15戦10勝（引退後）                             |
| 14  | ミスターシービー   | ターフの偉大なる演出家よ。                                                   |                                                |
| 15  | エリモジョージ     | 人呼んで、気まぐれジョージ。                                                 | 44戦10勝（引退後）                             |
| 16  | キョウエイプロミス | 世界に手をかけた勇士。                                                       | 29戦7勝（引退後）                              |
| 17  | シンボリルドルフ   | 勝ち方を極めたい。                                                           | 12戦11勝（1985年8月）                          |
| 18  | カツラギエース     | 翔馬。                                                                       | 22戦10勝（引退後）                             |
| 19  | ニホンピロウイナー | Mile Champion                                                                |                                                |
| 20  | メジロラモーヌ     | Queen of 1986                                                                | 12戦9勝（引退後）                              |
| 21  | ヤマノシラギク     | すべての競馬場で走り、そして最後は秋の淀で自分らしい花を見事に咲かせたね……。 |                                                |
| 22  | ミホシンザン       | 父の血。                                                                     |                                                |
| 23  | サクラスターオー   | 天に舞え。                                                                   | 7戦4勝（引退後）                               |
| 24  | ニッポーテイオー   | マイルだったら、譲れない。                                                   |                                                |
| 25  | タマモクロス       | 風か光か                                                                     |                                                |
| 26  | メリーナイス       | 四白 流星 六馬身。                                                           |                                                |
| 27  | サッカーボーイ     | 弾丸シュートだ。                                                             |                                                |
| 28  | イナリワン         | ミルリーフの血。                                                             |                                                |
| 29  | オグリキャップ     | ありがとう。                                                                 | 32戦22勝（引退後）                             |
| 30  | スーパークリーク   | 逆指名。                                                                     |                                                |
| 31  | ヤエノムテキ       | 東京の二千に咲いたムテキの舞い。                                             |                                                |
| 32  | ダイイチルビー     | 血の瞬発力。                                                                 |                                                |
| 33  | メジロライアン     | 本当の強さは、誰も知らない。                                                 |                                                |
| 34  | メジロマックイーン | 主演作12本。                                                                 | 21戦12勝（引退後）                             |
| 35  | ミホノブルボン     | スパルタの風。                                                               | 8戦7勝（引退後）                               |
| 36  | トウカイテイオー   | 帝王は、皇帝を超えたか。                                                     | 12戦9勝（引退後）                              |
| 37  | ヤマニンゼファー   | そよ風、というには強烈すぎた。                                               |                                                |
| 38  | ビワハヤヒデ       | 鮮やかに、ひたむきに。                                                       | 16戦10勝（引退後）                             |
| 39  | ライスシャワー     | 淀を愛した、孤高のステイヤー。                                               | 25戦6勝（死亡後）                              |
| 40  | ナリタブライアン   | 皐月賞3 1/2馬身、ダービー5馬身、菊花賞7馬身。                                | 21戦12勝（1996年7月）                          |
| 41  | サクラローレル     | 一緒に見たい夢がある。                                                       | 21戦9勝（1997年6月）                           |
| 42  | マヤノトップガン   | マッハの衝撃波。                                                             | 21戦8勝（1997年6月）                           |
| 43  | ヒシアマゾン       | 華やかな闘魂。                                                               | 20戦10勝（引退後）                             |
| 44  | エアグルーヴ       | 激しく、美しく、燃えさかれ。                                                 | 16戦9勝（1998年8月）                           |
| 45  | タイキシャトル     | 世界を制覇した夏。                                                           | 11戦10勝（1998年8月16日）                      |
| 46  | スペシャルウィーク | 王道を歩み続ける強さ。                                                       | 13戦8勝（1999年8月末）                         |
| 47  | グラスワンダー     | 選ばれた夢。                                                                 | 10戦7勝（1999年8月）                           |
| 48  | テイエムオペラオー | 王者の讃歌。                                                                 | 15戦8勝（2000年8月末）                         |
| 49  | ステイゴールド     | 愛さずにいられない。                                                         | 39戦4勝（2000年8月21日）                       |
| 50  | メイショウドトウ   | ターフを揺るがす「怒濤」の力。                                               |                                                |
| 51  | アグネスタキオン   | 衝撃の伝説。                                                                 | 4戦4勝（引退後）                               |
| 52  | クロフネ           | 記録を残した。記憶を刻んだ。                                                 | 10戦6勝（引退後）                              |
| 53  | ナリタトップロード | 想いはひとつ、頂点への道                                                     | 26戦7勝 (2002年8月)                            |
| 54  | アグネスデジタル   | 真の勇者は、戦場を選ばない。                                                 | 28戦12勝（海外3戦1勝を含む）（2003年8月末）    |
| 55  | シンボリクリスエス | 漆黒の帝王                                                                   | 12戦6勝（2003年8月31日）                       |
| 56  | ヒシミラクル       | ”奇跡”は、ロングスパートから。                                               |                                                |
| 57  | タップダンスシチー | これがオレ達の走りだ。                                                       | 35戦11勝（2004年8月31日）                      |
| 58  | キングカメハメハ   | 大王、降臨。                                                                 | 7戦6勝（2004年8月31日）                        |
| 59  | ゼンノロブロイ     | 王道の覇者。                                                                 | 17戦7勝（2005年8月）                           |
| 60  | ディープインパクト | 一着至上主義。                                                               | 5戦5勝（2005年8月）                            |
| 61  | シーザリオ         | その日、彼女は二つの国の女王となった。                                       | 6戦5勝（うち海外1戦1勝）（2005年9月）          |
| 62  | ハーツクライ       | 進化する王者、世界の主役。                                                   | 17戦5勝（海外1戦1勝）（2006年4月16日）         |
| 63  | メイショウサムソン | 走るごとに強く、勝つごとに逞しく。                                           | 11戦6勝（2006年6月）                           |
| 64  | ダイワメジャー     | 速さと強さの理想、才能と努力の結実、未踏の頂点に君臨。                       | 20戦7勝 (2006年11月30日)                       |
| 65  | ウオッカ           | その強さに、心酔。                                                           | 8戦5勝（2007年6月30日）                        |
| 66  | アドマイヤムーン   | 世界が見上げた月。                                                           | 15戦9勝（うち海外3戦1勝）（2007年6月30日）     |
| 67  | ダイワスカーレット | 明日も、緋色の風が吹く。                                                     | 10戦7勝（2008年8月31日）                       |
| 68  | カネヒキリ         | 稲妻の衝撃、再び。                                                           | 19戦11勝（地方・海外含む）（2009年2月23日）    |
| 69  | ブエナビスタ       | まだ見ぬ絶景を求めて。                                                       | 6戦5勝（2009年7月31日）                        |
| 70  | アパパネ           | 可憐な翼を、大きく広げて。                                                   | 10戦6勝（2010年11月30日）                      |
| 71  | ヴィクトワールピサ | 届いた祈り、叶った夢                                                         | 13戦8勝（うち海外3戦1勝）（2011年6月6日）      |
| 72  | オルフェーヴル     | 黄金色の芸術                                                                 | 10戦6勝（2011年11月30日）                      |
| 73  | ジェンティルドンナ | 三冠馬の遺伝子。                                                             | 9戦7勝（2012年11月25日）                       |
| 74  | ゴールドシップ     | 黄金の航路                                                                   | 10戦7勝（2013年3月1日）                        |
| 75  | ロードカナロア     | その速さ、海を渡る。                                                         | 16戦11勝（うち海外1戦1勝）（2013年6月2日）     |
| 76  | メイショウマンボ   | 人馬を繋ぐ情熱のステップ。                                                   | 10戦6勝（2014年2月20日）                       |
| 77  | ジャスタウェイ     | 世界一の称号、父子の覇道。                                                   | 18戦5勝（海外1戦1勝）（2014年5月30日）         |
| 78  | モーリス           | 最強最速の進化伝説                                                           | 13戦8勝（うち海外1戦1勝）（2016年1月31日）     |
| 79  | ストレイトガール   | 遅れてきた、シンデレラストーリー。                                           | 31戦11勝（海外2戦0勝）（2016年8月28日）        |
| 80  | ロゴタイプ         | 勇往邁進。終わらない夢。                                                     | 25戦6勝（うち海外1戦0勝）（2016年8月24日）     |
| 81  | キタサンブラック   | そして、みんなの愛馬になった。                                               | 14戦8勝（2017年3月8日）                        |
| 82  | オジュウチョウサン | 超えていく、王者。                                                           | 21戦11勝（うち障害19戦11勝）（2018年3月12日）  |
| 83  | アーモンドアイ     | 瞳に夢を。                                                                   | 7戦6勝(2018年12月20日)                         |
| 84  | リスグラシュー     | ターフに咲く、大輪の花。                                                     | 21戦6勝(2019年12月15日)                        |
| 85  | フィエールマン     | 時代を跨ぐ気高き戦士。                                                       | 11戦5勝(2020年11月19日)                        |
| 86  | デアリングタクト   | 夢はきっと叶う。                                                             | 6戦5勝(2021年2月26日)                          |
| 87  | コントレイル       | 空に描く衝撃の軌跡。                                                         | 8戦7勝(2021年2月26日)                          |
| 88  | クロノジェネシス   | 夢よ、何度でも。                                                             | 15戦8勝（うち海外1戦0勝）（2021年10月1日）     |
| 89  | グランアレグリア   | 美しき、速さ。                                                               | 13戦8勝（2021年10月1日）                       |
| 90  | ラヴズオンリーユー | 君だけが、見た世界。                                                         | 16戦8勝（うち海外4戦3勝）（引退後）            |
| 91  | エフフォーリア     | 時代の継承                                                                   | 7戦6勝（2022年3月9日）                         |
| 92  | ソダシ             | 無垢な未来へ                                                                 | 12戦7勝(2022年8月31日)                         |
| 93  | タイトルホルダー   | その名は、タイトルホルダー                                                   | 12戦6勝(2022年8月31日)                         |
| 94  | イクイノックス     | 無双の閃光。                                                                 | 8戦6勝(2023年8月31日)                          |
| 95  | ソングライン       | その走りが、新たな道になる。                                                 | 15戦7勝(2023年8月31日)                         |
| 96  | リバティアイランド | 君には冠がよく似合う。                                                       | 8戦5勝（うち海外1戦0勝）(2024年4月1日)         |
| 97  | ドウデュース       | ともに、見る夢。                                                             | 13戦6勝（うち海外3戦0勝）(2024年4月1日)        |
| 98  | レモンポップ       | 砂上の果実に魅せられて。                                                     | 18戦13勝（うち海外2戦0勝・地方3戦3勝）(引退後) |

### 番外
| 馬名               | キャッチコピー             | 備考                   |
| ------------------ | -------------------------- | ---------------------- |
| ハギノカムイオー   | ヒーローing                |                        |
| サイレンススズカ   | 先頭を、どこまでも先頭を。 | 没後1年の追悼ポスター  |
| エルコンドルパサー | エルコンドルパサー         | サンクルー大賞優勝記念 |
| キズナ             | （なし）                   | 第80回東京優駿開催記念 |